# Rycerz w tygrysiej skórze
Rycerz (albo: Witeź) w tygrysiej skórze (gruz.: ვეფხისტყაოსანი, transl. Vepxist’q’aosani) – średniowieczny gruziński utwór uznawany za epos narodowy, którego autorstwo tradycyjnie przypisuje się Szocie Rustawelemu, poecie, ministrowi skarbu, działającemu na dworze gruzińskiej królowej Tamary.

## Historia
Utwór powstał w latach 1196–1207 i został napisany dla królowej Gruzji Tamary I Wielkiej. Najstarsze zachowane odpisy poematu pochodzą jednak dopiero z XVI wieku. Poemat został wydrukowany po raz pierwszy w Tbilisi w 1712 roku.
11 grudnia 1937 roku w sali Rady Miejskiej w Warszawie obchodzono 750. rocznicę urodzin Rustawelego. Referaty wygłosili: ks. Archimandryta Grzegorz Peradze, profesor teologii Uniwersytetu Warszawskiego i Giorgi Nakaszydze. Mówiąc o utworze przekazali informację, że egzemplarz Rycerza.. zajmował miejsce w gruzińskich domach na równi z Ewangelią, a zgodnie z tradycją każda panna młoda powinna w wianie posiadać egzemplarz poematu własnoręcznie przepisany i ozdobiony.

## Treść
Rycerz w tygrysiej skórze zawiera wiele elementów oddalających go od typowej twórczości średniowiecznej i zbliżających do literatury renesansowej. Rustaweli opiewa bowiem miłość, przyjaźń, odwagę i siłę ducha, jego bohaterowie są odważni, szlachetni i pełni cnót. Poemat opowiada dzieje walk Tariela i Awtandila o wyzwolenie uwięzionej królewny Nestan-Daredżan, osadzonych w barwnej scenerii krajów Azji. Atrakcyjna, romansowo-awanturnicza tematyka dzieła w połączeniu z perfekcjonizmem formalnym sprawiły, że dzieło cieszyło się w Gruzji ogromną popularnością, było chętnie czytane i przepisywane, szybko uzyskując status arcydzieła średniowiecznej literatury gruzińskiej.
Na poemat składa się ponad 1600 strof napisanych szesnastozgłoskowym wierszem (szairi) z zastosowaniem rozmaitych środków artystycznych: metafor, aliteracji, rymów itp.

## Tłumaczenia
Gruziński epos narodowy został przetłumaczony na ponad 50 języków, między innymi na: abchaski, arabski, ormiański, azerski, białoruski, bułgarski, kataloński, chiński, czeski, niderlandzki, angielski, esperanto, estoński, fiński, francuski, niemiecki, grecki, hebrajski, hindi, węgierski, islandzki, włoski, japoński, kazachski, koreański, kurdyjski, kirgiski, łacinę, litewski, luksemburski, mongolski, osetyjski, perski, polski, portugalski, rumuński, rosyjski, serbski, słowacki, hiszpański, suahili, szwedzki, tatarski, turecki, turkmeński, ukraiński, uzbecki, walijski.
W 1912 roku przetłumaczyła go na język angielski Marjory Wardrop. Rękopis jej tłumaczenia jest przechowywany w Bibliotece Bodlejańskiej w Oxfordzie. W 2015 roku ukazało się kolejne tłumaczenie na język angielski amerykańskiej pisarki i tłumaczki Lyn Coffin. Podstawą jej przekładu było tłumaczenie w języku rosyjskim i jest to poetycki przekład wierszem szesnastozgłoskowym. Za tłumaczenie otrzymała główną gruzińską nagrodę literacką SABA.
W 2016 roku ukazały się kolejne tłumaczenia: na język czeczeński, koreański, bułgarski, arabski i niemiecki. Szesnastozgłoskowcem napisał swoje tłumaczenie Meka Changoszwili, Czeczen mieszkający w Gruzji. Dziesięć lat poświęcił pracy nad tłumaczeniem utworu na język koreański profesor Yonsei University Cho Ju-Kwan.

### Tłumaczenia na język polski
Rycerz w tygrysiej skórze był tłumaczony na język polski kilkakrotnie, najczęściej we fragmentach. Pierwszym autorem, który dokonał przekładu fragmentów tego eposu na polski (był to jednocześnie pierwszy przekład na w język europejski) był Konstanty Rdułtowski. Napisał on artykuł Szota Rustaweli. Georgiański poeta. W tekście o autorze eposu znalazły się dwa krótkie fragmenty tekstu: początek utworu (od Ten, który stworzył ..) i fragment listu Nestan-Daredżan. Ukazał on się w wydanym przez Hipolita Klimaszewskiego Noworoczniku Litewskim na rok 1831 w Wilnie. Artykuł został przetłumaczony przez P. Dubrowskiego i opublikowany w piśmie Moskowskij Tieleskop w 1833 roku, co sprawiło, że poezją Rustawelego zainteresowali się Rosjanie. Przedrukowało go również wydawane później w Tbilisi gruzińskie pismo Ciskari w tłumaczeniu Iwana Kereselidze. Kolejne tłumaczenie opublikował w 1863 roku w Bibliotece Warszawskiej Kazimierz Łapczyński. Otrzymało ono tytuł Skóra tygrysia. Poemat georgiański XII wieku. Po części w tłumaczeniu, po części w streszczeniu, podał Kazimierz Łapczyński. Pod koniec XIX wieku Artur Leist w swojej książce Szkice z Gruzji, która została wydana w Warszawie w 1885 roku omówił epos Rustawelego dodając przekład czterech fragmentów. Jest on również autorem tłumaczenia eposu na język niemiecki, wydanego w Dreźnie w 1889 roku. W 1937 roku z okazji obchodów 750- lecia urodzin Rustawelego Józef Łobodowski przetłumaczył wstęp do eposu. Szesnastozgłoskowcem, z tej samej okazji przetłumaczył wstęp na podstawie przekładów rosyjskich Julian Tuwim (pierwsze dziesięć czterowersowych strof). Łobodowski przez kolejne 12 lat tłumaczył cały utwór z pomocą profesora Nakaszydze i metropolity Peradze, ale jego praca nie została nigdy wydana.
Po II wojnie światowej Julian Tuwim przetłumaczył ponownie 31 strof wstępu i pod tytułem Witeź w tygrysiej skórze opublikował w 1950 roku w czasopiśmie Nowa Kultura. W komentarzu poinformował, że oparł tłumaczenie na przekładzie rosyjskim S.G. Jordanaszwilego, które otrzymał od Towarzystwa Łączności Kulturalnej ZSRR.
W 1959 roku ukazały się dwa przekłady: Opowieść o Rostewanie Bohdana Gębarskiego i Opowieść Tariela o miłości do Nestan-Daredżan Igora Sikiryckiego. W 1960 roku Nasza Księgarnia wydała pełne tłumaczenie Witezia w tygrysiej skórze wykonane przez Sikiryckiego. Była to jednak adaptacja utworu na podstawie rosyjskiego wydania dla młodzieży z 1950 roku dokonanej przez I. Zabołockiego. Skrócona wersja tekstu została ozdobiona reprodukcjami starogruzińskich miniatur.
Jerzy Zagórski po wykonaniu w 1960 roku tłumaczenia utworu na potrzeby teatru, kontynuował prace nad przekładem. Efektem wyjazdów do Gruzji i zapoznawania się z innymi tłumaczeniami była wydana w 1966 roku Wiciądz w tygrysiej skórze. Kolejny przekład jego autorstwa Rycerz w tygrysiej skórze wydało w 1976 roku Wydawnictwo Literackie. Zagórski skorzystał z oryginału tekstu (wydanego z okazji 800-lecia urodzin Rustawelego przez Gruzińską Akademię Nauk w 1966 roku) i pomocy filologa gruzińskiego doc. dra Jana Brauna. W książce umieszczono reprodukcje XVII-wiecznych miniatur gruzińskich pochodzących z gruzińskiego wydania jubileuszowego i bordiury graficzne pochodzące z książki Szalwy Amiranaszwilego Wepchis tkaosani dzwel kartul chelownebaszi. Książka spotkała się z zainteresowaniem czytelników dlatego w 1983 roku Wydawnictwo Literackie wznowiło Rycerza... w nakładzie 5000 egzemplarzy.

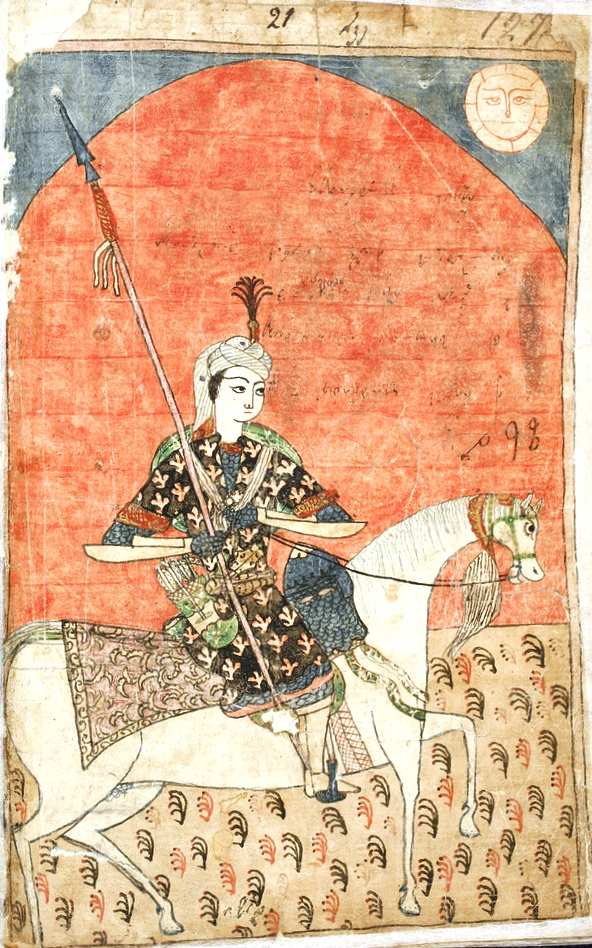
Ilustracja M.Tawakaraszwilego

## Teatr
Według tłumaczenia Jerzego Zagórskiego zostały zrealizowane przedstawienia teatralne. W 1960 roku odbyła się premiera sztuki Witeź w tygrysiej skórze w Teatrze Rapsodycznym w Krakowie w reżyserii Mieczysława Kotlarczyka. Rozgrywała się ona na trzech symbolicznych planach: arabskim, indyjskim i baśniowym. Całość ilustrowała muzyka Arama Chaczaturiana. W 1968 roku zostało przez Teatr Telewizji przygotowane przedstawienie Wiciądz w tygrysiej skórze w reżyserii Konstantego Ciciszwiliego.

## Wpis na listę UNESCO
W 2013 roku zachowane rękopisy poematu zostały wpisane na listę najbardziej wartościowych obiektów z ponad 100 krajów świata w ramach projektu UNESCO Pamięć świata. Ochroną zostały objęte 94 woluminy znajdujące się w zbiorach Gruzińskiego Narodowego Centrum Rękopisów w Tbilisi oraz dwa ze zbiorów Biblioteki Bodlejańskiej Uniwersytetu w Oxfordzie. Niektóre z rękopisów zostały zachowane w całości, pozostałe we fragmentach. Większość z nich powstała w XVI-XVIII wieku i była własnością gruzińskich książąt lub księżniczek. Najstarszy zachowany fragment rękopisu z tekstem poematu pochodzi z 1646 roku i został wykonany przez wybitnego kaligrafa Mamukę Tawakaraszwilego dla księcia Lewana II Dadiani.
Pierwszy z rękopisów przechowywanych w Bibliotece bodlejańskiej był własnością księżniczki Mzechatun, córki króla Dawida II z królestwa Imeretii został przekazany do biblioteki przez księcia Giorgiego Ceretelego w 1911 roku za pośrednictwem księżniczki Wenery Cereteli. Przekazany Marjory Wardrop został włączony do zbiorów biblioteki 6 lipca 1914 roku. Drugi rękopis zakupił Bernard Edkstein 21 lutego 1949 roku wspólnie z Funduszem Marjory Wardrop, który pokrył połowę kosztów.

## Obchody roku Rustawelego
W 2016 roku z okazji przypadającej 850 rocznicy urodzin UNESCO postanowiło ogłosić, że jest to Rok Rustawelego. Z tej okazji w Tbilisi Przewodniczący Rady Miasta Tbilisi Giorgi Alibegaszwili zaproponował stworzenie rękopisu Rycerza... przez mieszkańców miasta. Każdy mógł przyjść i napisać jeden wiersz poematu. Pierwszy wpis wykonał Katolikos-Patriarcha Gruzji Eliasz II. Aby upamiętnić swój udział można było dodać do wpisu własne imię i nazwisko.